# Huntington (Nova York)
Huntington és una concentració de població designada pel cens dels Estats Units a l'estat de Nova York. Segons el cens del 2000 tenia 18.403 habitants.

## Demografia
Segons el cens del 2000, Huntington tenia 18.403 habitants, 7.052 habitatges, i 4.992 famílies. La densitat de població era de 943,6 habitants per km².
Dels 7.052 habitatges en un 31,7% hi vivien nens de menys de 18 anys, en un 60,7% hi vivien parelles casades, en un 7,2% dones solteres, i en un 29,2% no eren unitats familiars. En el 23,4% dels habitatges hi vivien persones soles el 8,8% de les quals corresponia a persones de 65 anys o més que vivien soles. El nombre mitjà de persones vivint en cada habitatge era de 2,59 i el nombre mitjà de persones que vivien en cada família era de 3,08.
Per edats la població es repartia de la següent manera: un 23,1% tenia menys de 18 anys, un 4,9% entre 18 i 24, un 31,6% entre 25 i 44, un 26,2% de 45 a 60 i un 14,1% 65 anys o més.
L'edat mediana era de 40 anys. Per cada 100 dones de 18 o més anys hi havia 91,8 homes.
La renda mediana per habitatge era de 82.934 $ i la renda mediana per família de 100.494 $. Els homes tenien una renda mediana de 71.164 $ mentre que les dones 45.027 $. La renda per capita de la població era de 42.960 $. Entorn de l'1,9% de les famílies i el 3,8% de la població estaven per davall del llindar de pobresa.